# En un rincón del alma
«En un rincón del alma» es una canción compuesta por el compositor argentino  Alberto Cortez.
Según el compositor la canción fue escrita "a partir de un episodio amoroso que terminó en una gran decepción, ya que la protagonista lo debía dejar debido a que debía ir a estudiar a Filipinas". Alberto Cortez ofreció la canción a Los 5 Latinos con la voz de Estela Raval que la grabaron en 1966, e incluyeron en su LP de 1967 En un rincón del alma. Su éxito fue inmenso y el mismo Alberto Cortez la grabó en un single de 1969, y la incluyó en su LP de 1971 No soy de aquí. Este tema lo puso en el mapa musical internacional, en poco tiempo encabezó las listas de popularidad y ventas de Hispanoamérica. La canción fue incluida también en el disco "En Vivo desde Madrid", lanzado al mercado en 1978. Más tarde, en 2001, se grabó el disco homónimo y en 2002, fue grabada a dúo con Estela Raval.
Esta canción, debido a su gran éxito, ha sido objeto de múltiples versiones posteriores, en diversos géneros musicales, en la voz de otros artistas de gran relevancia, tales como Facundo Cabral, Estela Raval, María Dolores Pradera, Chavela Vargas, Vicente Fernandez, David Bisbal, Manolo Muñoz, María Martha Serra Lima, María del Monte, Mayte Martín, Noé, entre otros.
La cantante italiana Mina tradujo ella misma En un rincón del alma al italiano como Nel fondo del mio cuore, con la que tuvo un gran éxito. Fue incluida en el álbum 4 anni di successi, (1967).